# 8450 Jegorov
A 8450 Jegorov (ideiglenes jelöléssel 1977 QL1) a Naprendszer kisbolygóövében található aszteroida. Nyikolaj Sztyepanovics Csernih fedezte fel 1977. augusztus 19-én.